# A Real Dead One
A Real Live One este un album live al trupei britanice de heavy metal Iron Maiden. Albumul a fost lansat pe 18 octombrie 1993 și a fost înregistrat în timpul turneului Fear Of The Dark World Tour, pe parcursul a 9 concerte diferite, toate în Europa.
Când Iron Maiden si-au relansat toate albumele, în 1998, acesta a fost combinat cu albumul A Real Live One, într-un set de 2 discuri cu sub numele de A Real Live Dead One.
Piesa "Hallowed Be Thy Name" a fost lansată ca single.

## Tracklist
1. "The Number of the Beast" - 04:54
2. "The Trooper" - 03:55
3. "Prowler" - 04:15
4. "Transylvania" - 04:25" -
5. "Remember Tomorrow" - 05:52
6. "Where Eagles Dare" - 04:49
7. "Sanctuary" - 04:53
8. "Running Free" - 03:48
9. "Run to the Hills" - 03:57
10. "2 Minutes to Midnight" - 05:37
11. "Iron Maiden" - 05:24
12. "Hallowed Be Thy Name" - 07:51

## Componență
- Bruce Dickinson - voce
- Steve Harris - bas
- Janick Gers - chitară
- Dave Murray - chitară
- Nicko McBrain - baterie